# Eduard Bernstein
Eduard Bernstein (ur. 6 stycznia 1850 w Berlinie, zm. 18 grudnia 1932 tamże) – ideolog niemieckiej socjaldemokracji, twórca rewizjonizmu w ruchu robotniczym.
Uważał, że dobro jednostki jest nadrzędne. Formułował teorię „wrastania” socjalizmu w system kapitalistyczny, by potem przekształcić stosunki społeczne w socjalistyczne. Od czasu jego wystąpienia zarysowała się lewica i prawica w ruchu robotniczym.

## Życiorys
Bernstein urodził się w Berlinie w rodzinie żydowskiej. Jego polityczna kariera rozpoczęła się w 1872 roku, kiedy to został członkiem Socjaldemokratycznej Partii Robotniczej Niemiec, której członków nazywano eisenachczykami, od miasta Eisenach. Razem z Augustem Bebelem i Wilhelmem Liebknechtem przygotowywał unifikacyjny kongres partyjny (Einigungsparteitag) z Powszechnym Niemieckim Związkiem Pracowniczym pod przywództwem Ferdinanda Lassalle’a. Kongres odbył się w miejscowości Gotha w 1875 roku i uchwalił program gotajski.
Od 1878 był prywatnym sekretarzem socjaldemokratycznego mecenasa Karla Höchberga, pracując w Zurychu. W 1888 roku został jednak wydalony ze Szwajcarii z powodu presji wywieranej w tej sprawie przez Prusy na Helwetów. Przeniósł się do Londynu, gdzie spotkał się i nawiązał bliskie relacje z Fryderykiem Engelsem.
W latach 1880–1890 Bernstein wydawał czasopismo Der Sozialdemokrat (Socjaldemokrata). W 1891 roku był jednym z autorów Programu erfurckiego, a w latach 1896–1898 stworzył serię artykułów zatytułowanych Probleme des Sozialismus (Problemy Socjalizmu), których treść doprowadziła do rewizjonistycznej debaty wewnątrz SPD. Napisał także w 1899 r. książkę pt. Die Vorraussetzungen des Sozialismus und die Aufgaben der Sozialdemokratie (Warunki wstępne dla socjalizmu i zadania socjaldemokracji). Pozycja ta była w skrajnej opozycji względem poglądów Bebela, Kautsky’ego i Wilhelma Liebknechta. Esej Róży Luksemburg Reforma czy rewolucja? z 1900 roku był polemiką z ideologią Bernsteina.
W 1901 roku wrócił do Niemiec, po zniesieniu dla niego zakazu wstępu do kraju. Bernstein był deputowanym do Reichstagu w latach 1902–1918 (reprezentował okręg wyborczy Wrocław Zachód). Głosował przeciwko kredytom wojennym w 1913, podobnie jak lewe skrzydło SPD. Od lipca 1915 sprzeciwiał się I wojnie światowej, a w 1917 był jednym z założycieli Niezależnej Socjaldemokratycznej Partii Niemiec (USPD). Bernstein był członkiem USPD do 1919, kiedy ponownie wstąpił do SPD. W latach 1920 do 1928 był ponownie członkiem Reichstagu. Odszedł z polityki w 1928 r.
Bernstein zmarł w 1932 roku w Berlinie. Tablica pamiątkowa poświęcona jego pamięci umieszczona jest przy Bozener Straße 18 w Berlinie-Schönebergu, gdzie mieszkał od 1918 aż do śmierci.

## Poglądy
Zakwestionował myśl Marxa, w miejsce rewolucji proletariackiej domagając się pokojowych reform. Twierdził, że dotychczasowy rozwój kapitalizmu doprowadził do polepszenia sytuacji ekonomicznej także robotników. Postulował aktywny udział przedstawicieli klasy robotniczej w działalności parlamentów państw kapitalistycznych (gra parlamentarna) – głosił tezę o stopniowym demokratyzowaniu się ustrojów politycznych krajów ówczesnej Europy, wpływać to miało na znaczne złagodzenie walki klas.
O przynależności do klasy społecznej według Bernsteina świadczyć miała wysokość dochodów, nie wykonywane zajęcie (gdy robotnicy dostawać będą płace odpowiadające realnej wartości wytworzonego dobra, wszelkie przesłanki wybuchu ewentualnej rewolucji mają wygasnąć).
Zrewidował poglądy Marxa na rolę państwa – dopuszczał daleko posunięta współpracę z jego organami w celu wprowadzenia ustawodawstwa korzystnego dla robotników, ochrony przed wyzyskiem ze strony pracodawców czy ochrony przed działalnością monopolistyczną. Wierzył w uczucia patriotyczne robotników niemieckich (wsparcie m.in. dla polityki kolonialnej Cesarstwa Niemieckiego), nie poparł jednak przystąpienia Niemiec do I wojny światowej.
Krytykował poglądy Marxa w kwestii rzekomych wspólnych interesów wszystkich robotników na świecie, braterstwa i solidarności. Krytykował wpływ G.W. Hegla na doktrynę socjalistyczną, a zwłaszcza metodę dialektyczną w jego wydaniu.
Poza tym jego punkt widzenia był znacznie szerszy niż interesy tylko jednej klasy społecznej – przemiany gospodarcze według Bernsteina działały także w interesie klas średnich (ochrona pracy, demokratyzacja ustroju). W celach krótkoterminowych upatrywał podstawę działalności bieżącej, uważał, że niemożliwe jest pewne przewidzenie rzeczywistości porewolucyjnej, stąd hasło: To, co nazywamy pospolicie ostatecznym celem jest dla mnie niczym, ruch jest wszystkim (skracane do: ruch wszystkim, cel niczym).
Krytykował konieczność istnienia dyktatury proletariatu w okresie przejściowym pomiędzy systemem kapitalistycznym a socjalizmem – postulował „wrastanie” socjalizmu w kapitalizm drogą reform, przekazywania pracownikom udziałów w przedsiębiorstwach, upowszechnienia działalności spółdzielczej, rozszerzenia działalności związków zawodowych. Akceptował rolę państwa w dziedzinie gospodarki (przedsiębiorstwa państwowe).
Był przeciwnikiem anarchizmu – uważał, że funkcje państwa nigdy nie przeminą – np. zawsze będzie istniała potrzeba utrzymywania porządku publicznego, czy karania za wykroczenia przeciwko niemu. Postulował także rozległe zadania państwa w sferze społecznej (ustawodawstwo w dziedzinie praw socjalnych). Krytyka rewolucji u Bernsteina motywowana była tak obawą zaistnienia kontrrewolucji ze strony innych klas społecznych, jak i względami stricte etycznymi (prawdopodobną dużą liczbą ofiar krwawego terroru rewolucjonistów). Sprzeciw wobec przemocy w polityce wiązał się u niego z szacunkiem dla praw człowieka przejętym z doktryny liberalizmu. Dla Bernsteina demokracja stała się celem samym w sobie, nie tylko sposobem na realizację celów klasy robotniczej. Uważał, że przemoc rewolucyjna ma charakter demoralizujący i prowadzi do dyktatury i wojny, w związku z którą dalszego rozwoju cywilizacyjnego nie da się przewidzieć.
Głosił niekiedy poglądy utopijne: aczkolwiek nie popierał całkowitego zniesienia własności prywatnej, postulował niepieniężną wymianę towarów i usług, mającą doprowadzić do postulowanego końca wyzysku pracowników.

## Główne prace
- Probleme des Sozialismus (1896-1897);
- Die Voraussetzungen des Sozialismus und die Aufgabe der Sozialdemokrate (1899);
- Wie ist wissenschaftlicher Sozialismus möglich (1901).

Wydane w j. polskim
- Parlamentaryzm a socjalizm, Łódź 1907 (tł. Marian Aleksandrowicz);
- Rozwój form życia gospodarczego, Warszawa 1905;
- Strajk, jego istota i oddziaływanie, Warszawa 1907 (oprac. Jan Błeszyński);
- Zasady socyalizmu i zadania socyalnej demokracyi, Lwów 1901